# Campeonato Asiático Sub-17 de 2006
O Campeonato Asiático Sub-17 de 2006 foi a 12ª edição do torneio organizado pela Confederação Asiática de Futebol (AFC). Foi disputado ente 3 de setembro e 16 de setembro de 2006 em Singapura. O Japão ganhou seu segundo título com um vitória de 4 a 2 sobre a Coréia do Norte na final.

## Primeira fase

### Grupo A
| Selecção      | Pts | J | V | E | D | GM | GS |    |
| ------------- | --- | - | - | - | - | -- | -- | -- |
| Japão         | 7   | 3 | 2 | 1 | 0 | 10 | 3  | +7 |
| Coreia do Sul | 6   | 3 | 2 | 0 | 1 | 7  | 4  | +3 |
| Singapura     | 2   | 3 | 0 | 2 | 1 | 2  | 4  | -2 |
| Nepal         | 1   | 3 | 0 | 1 | 2 | 0  | 8  | -8 |

| 3 de setembro de 2006 | Coreia do Sul | 3–1 | Singapura | Singapura |
|                       |               |     |           |           |

| 3 de setembro de 2006 | Japão | 6–0 | Nepal | Singapura |
|                       |       |     |       |           |

| 5 de setembro de 2006 | Singapura | 1–1 | Japão | Singapura |
|                       |           |     |       |           |

| 5 de setembro de 2006 | Coreia do Sul | 2–0 | Nepal | Singapura |
|                       |               |     |       |           |

| 7 de setembro de 2006 | Japão | 3–2 | Coreia do Sul | Singapura |
|                       |       |     |               |           |

| 7 de setembro de 2006 | Singapura | 0–0 | Nepal | Singapura |
|                       |           |     |       |           |

### Grupo B
| Selecção     | Pts | J | V | E | D | GM | GS |    |
| ------------ | --- | - | - | - | - | -- | -- | -- |
| Tadjiquistão | 9   | 3 | 3 | 0 | 0 | 7  | 4  | +3 |
| Irã          | 4   | 3 | 1 | 1 | 1 | 2  | 2  | 0  |
| Iraque       | 2   | 3 | 0 | 2 | 1 | 1  | 2  | -1 |
| Iêmen        | 1   | 3 | 0 | 1 | 2 | 4  | 6  | -2 |

| 3 de setembro de 2006 | Irã | 1–0 | Iêmen | Singapura |
|                       |     |     |       |           |

| 3 de setembro de 2006 | Iraque | 0–1 | Tadjiquistão | Singapura |
|                       |        |     |              |           |

| 5 de setembro de 2006 | Iêmen | 1–1 | Iraque | Singapura |
|                       |       |     |        |           |

| 5 de setembro de 2006 | Tadjiquistão | 2–1 | Irã | Singapura |
|                       |              |     |     |           |

| 7 de setembro de 2006 | Irã | 0–0 | Iraque | Singapura |
|                       |     |     |        |           |

| 7 de setembro de 2006 | Iêmen | 3–4 | Tadjiquistão | Singapura |
|                       |       |     |              |           |

### Grupo C
| Selecção        | Pts | J | V | E | D | GM | GS |    |
| --------------- | --- | - | - | - | - | -- | -- | -- |
| Arábia Saudita  | 6   | 2 | 2 | 0 | 0 | 7  | 1  | +6 |
| Coreia do Norte | 3   | 2 | 1 | 0 | 1 | 7  | 4  | +3 |
| Myanmar         | 0   | 2 | 0 | 0 | 2 | 2  | 11 | -9 |

| 4 de setembro de 2006 | Coreia do Norte | 1–2 | Arábia Saudita | Singapura |
|                       |                 |     |                |           |

| 6 de setembro de 2006 | Myanmar | 2–6 | Coreia do Norte | Singapura |
|                       |         |     |                 |           |

| 8 de setembro de 2006 | Arábia Saudita | 5–0 | Myanmar | Singapura |
|                       |                |     |         |           |

### Grupo D
| Selecção   | Pts | J | V | E | D | GM | GS |     |
| ---------- | --- | - | - | - | - | -- | -- | --- |
| China      | 7   | 3 | 2 | 1 | 0 | 9  | 3  | +6  |
| Síria      | 6   | 3 | 2 | 0 | 1 | 9  | 1  | +8  |
| Vietnã     | 4   | 3 | 1 | 1 | 1 | 5  | 5  | 0   |
| Bangladesh | 0   | 3 | 0 | 0 | 3 | 0  | 14 | -14 |

| 4 de setembro de 2006 | China | 1–0 | Síria | Singapura |
|                       |       |     |       |           |

| 4 de setembro de 2006 | Bangladesh | 0–2 | Vietnã | Singapura |
|                       |            |     |        |           |

| 6 de setembro de 2006 | Síria | 7–0 | Bangladesh | Singapura |
|                       |       |     |            |           |

| 6 de setembro de 2006 | Vietnã | 3–3 | China | Singapura |
|                       |        |     |       |           |

| 8 de setembro de 2006 | China | 5–0 | Bangladesh | Singapura |
|                       |       |     |            |           |

| 8 de setembro de 2006 | Síria | 2–0 | Vietnã | Singapura |
|                       |       |     |        |           |

## Fases finais
|  | Quartas de final           | Quartas de final           |                            |              | Semifinais     | Semifinais     |  |  | Final                      | Final |
|  |                            |                            |                            |              |                |                |  |  |                            |       |
|  | 11 de setembro - Singapura |                            |                            |              |                |                |  |  |                            |       |
|  |                            |                            |                            |              |                |                |  |  |                            |       |
|  | Japão                      | 1 (8)                      |                            |              |                |                |  |  |                            |       |
|  | Japão                      | 1 (8)                      | 14 de setembro - Singapura |              |                |                |  |  |                            |       |
|  | Irã                        | 1 (7)                      |                            |              |                |                |  |  |                            |       |
|  | Irã                        | 1 (7)                      | Japão                      | 2            |                |                |  |  |                            |       |
|  | 11 de setembro - Singapura |                            | Japão                      | 2            |                |                |  |  |                            |       |
|  |                            | Síria                      | 0                          |              |                |                |  |  |                            |       |
|  | Arábia Saudita             | Síria                      | 0                          | 1            |                |                |  |  |                            |       |
|  | Arábia Saudita             |                            | 17 de setembro - Singapura | 1            |                |                |  |  |                            |       |
|  | Síria                      | 2                          |                            |              |                |                |  |  |                            |       |
|  | Síria                      | 2                          | Japão                      | 4            |                |                |  |  |                            |       |
|  | 11 de setembro - Singapura |                            | Japão                      | 4            |                |                |  |  |                            |       |
|  |                            | Coreia do Norte            | 2                          |              |                |                |  |  |                            |       |
|  | Tadjiquistão               | Coreia do Norte            | 2                          | 1            |                |                |  |  |                            |       |
|  | Tadjiquistão               | 14 de setembro - Singapura |                            | 1            |                |                |  |  |                            |       |
|  | Coreia do Sul              | 0                          |                            |              |                |                |  |  |                            |       |
|  | Coreia do Sul              | 0                          | Tadjiquistão               | 0            | Terceiro lugar | Terceiro lugar |  |  |                            |       |
|  | 11 de setembro - Singapura |                            | Tadjiquistão               | 0            | Terceiro lugar | Terceiro lugar |  |  |                            |       |
|  |                            | Coreia do Norte            | 3                          |              |                |                |  |  |                            |       |
|  | China                      | Coreia do Norte            | 3                          | 1            | Síria          | 3 (4)          |  |  |                            |       |
|  | China                      |                            |                            | 1            | Síria          | 3 (4)          |  |  |                            |       |
|  | Coreia do Norte            | 2                          |                            | Tadjiquistão | 3 (5)          |                |  |  |                            |       |
|  | Coreia do Norte            | 2                          |                            |              | 3 (5)          |                |  |  |                            |       |
|  |                            |                            |                            |              |                |                |  |  | 17 de setembro - Singapura |       |
|  |                            |                            |                            |              |                |                |  |  |                            |       |

### Quartas de final
| 11 de setembro de 2006 | Japão | 1–1 (a.p.) 8–7 (g.p.) | Irã | Singapura |
|                        |       |                       |     |           |

| 11 de setembro de 2006 | Coreia do Sul | 0–1 | Tadjiquistão | Singapura |
|                        |               |     |              |           |

| 11 de setembro de 2006 | Arábia Saudita | 1–2 | Síria | Singapura |
|                        |                |     |       |           |

| 11 de setembro de 2006 | China | 1–2 (a.p.) | Coreia do Norte | Singapura |
|                        |       |            |                 |           |

### Semifinais
| 14 de setembro de 2006 | Japão | 2–0 | Síria | Singapura |
|                        |       |     |       |           |

| 14 de setembro de 2006 | Tadjiquistão | 0–3 | Coreia do Norte | Singapura |
|                        |              |     |                 |           |

### Terceiro lugar
| 17 de setembro de 2006 | Síria | 3–3 (a.p.) 4–5 (g.p.) | Tadjiquistão | Singapura |
|                        |       |                       |              |           |

### Final
| 17 de setembro de 2006 | Japão | 4–2 (a.p.) | Coreia do Norte | Singapura |
|                        |       |            |                 |           |

## Premiações

### Campeões
| Campeão Asiático Sub-17 de 2006 |
| ------------------------------- |
| Japão 2º Título                 |

### Individuais
| Jogador mais valioso | Melhor marcador | Fair Play |
| -------------------- | --------------- | --------- |
| Yoichiro Kakitani    | Mohamad Jaafr   | Japão     |

## Participo en Campeonato Mundial de Futebol Sub-17 de 2007
- Japão
- Coreia do Norte
- Tadjiquistão
- Síria
- Coreia do Sul (Anfitrião)